# بلک پوینت، باهاما

بلک پوینت، باهاما (به لاتین: Black Point, Bahamas)  یک شهرستان در باهاما است.